# Julius Simon von Nördlinger
Julius Simon Nördlinger, ab 1841 von Nördlinger, (* 28. September 1771 in Pfullingen; † 28. Juni 1860) war ein deutscher Berg- und Forstrat und Reformator des württembergischen Forstwesens.

## Leben
Julius Simon Nördlinger war ein Sohn des Bortenmachers Christoph Friedrich Nördlinger und dessen Ehefrau Maria Margarete, geb. Traub. Die Familie zog in seiner Kindheit nach Tübingen um, wo er die Lateinschule besuchte. Trotz sehr guter Schulleistungen absolvierte er danach eine Ausbildung zum Bortenmacher, da sein Vater ein Studium oder eine Ausbildung zum Maler offenbar nicht finanzieren konnte. Von 1792 bis 1793 war er auf Wanderschaft am Rhein und in der Schweiz. Danach wurde er bei der Forstkommission in Tübingen angestellt, deren Aufgabe es war, die Forstwirtschaft des Kirchenrates übersichtlicher zu gestalten. Julius Simon Nördlinger befasste sich hier insbesondere mit der Erfassung und Kartierung der Waldgebiete und wurde schließlich Gehilfe des Forstgeometers Christian Zais, der später als Architekt in Wiesbaden wirkte. Autodidaktisch erwarb sich Nördlinger Kenntnisse auf den verschiedenen Gebieten der Naturwissenschaften.
Durch seinen Aufsatz über den Sternberg bei Offenhausen wurde Kurfürst Friedrich auf ihn aufmerksam und gewährte ihm ein Reisestipendium. Von 1804 bis 1806 bereiste Nördlinger Bayern, Österreich, Ungarn, Böhmen, Sachsen, Anhalt, Thüringen und Preußen. Neben weiteren forstwirtschaftlichen Kenntnissen erweiterte er sein Wissen auf dem Gebiet des Hütten- und Salinenwesens, was auch im Sinne des späteren Königs Friedrich war. Dieser scheint Nördlinger stark protegiert zu haben: Eine Berufung zum Professor des Kameral- und Forstwesens an die Universität Tübingen 1804 oder 1805 lehnte Nördlinger ab. 1806 wurde er Berg- und Forstrat im Finanzministerium. Als 1816 im Finanzministerium der Oberfinanzrat eingerichtet wurde, gehörte Julius Simon Nördlinger als Forstreferent zu dessen ersten Mitgliedern. 1818 wurde er als Oberfinanzrat zugleich Vorsitzender des neuen Forstrates, 1822 wurde der Forstrat wieder aufgelöst, was zur Folge hatte, dass Nördlinger nun die einzige Zentralstelle der Forstverwaltung verkörperte. Ab dieser Zeit bis 1850 wurde das württembergische Forstwesen reformiert.
Außer dem Forstwesen fielen auch Eisen- und Stahlwerke, die Salzgewinnung, das Köhlerei- und Torfwesen sowie die Flößerei in Nördlingers Aufgabenbereich.
Nördlinger, der vor allem technisch interessiert war, arbeitete auch auf die Gründung der Bodenseedampfschifffahrtsgesellschaft als AG hin und reagierte verbittert, als diese 1850 verstaatlicht wurde.

## Ehrungen
1820 lehnte Nördlinger mit Genehmigung des Königs die Wahl in die Ständeversammlung als Vertreter des Amtes Tübingen ab.
1840 erhielt er das Tübinger Bürgerrecht. Wilhelm I. verlieh ihm 1841 den persönlichen Adel und die Komturswürde des Ordens der württembergischen Krone.
1906 wurde die Rast- und Schutzhütte "Nördlinger Hütte" auf einem Turmstumpf der ehemaligen Burg Vörbach bei Pfalzgrafenweiler erbaut. Sie wurde nach Julius Nördlinger, dem damaligen Gründungsvorsitzendem des Schwarzwaldvereins Pfalzgrafenweiler benannt.

## Familie
Aus der Ehe mit Carolina Wilhelmine Duttenhofer gingen die Söhne Karl, Hermann und Wilhelm sowie die Tochter Luise Marie hervor. Diese heiratete den Kaufmann und Politiker Karl Finckh.
In zweiter Ehe war Nördlinger mit Caroline Zeller verheiratet.

## Werke
- Beschreibung des Sternbergs bei Offenhausen auf der württembergischen Alp und des daselbst gefundenen Basalts, in: Denkschriften der vaterländischen Gesellschaft der Ärzte und Naturforscher Schwabens 1. Band (1805), S. 281–288
- Notwendigkeit der Anwendung von Zinseszinsen bei der Waldwertberechnung, in: Diana, Heft 3 (1805)
- Beleuchtung der im 3. Heft der forstlichen Blätter enthaltenen Bemerkungen über einzelne Verhältnisse der Staatsforstdiener, in: Forstliche Blätter für Württemberg, Heft IV (1830), S. 99–119